# Dimitri Glazounov
Pour les articles homonymes, voir Glazounov (homonymie).
Dimitri Constantinovitch Glazounov (en russe Дмитрий Константинович Глазунов) né en 1869 à Saint-Pétersbourg, et mort le 10 juin 1913, est un entomologiste et voyageur russe, membre de la Société des naturalistes de Saint-Pétersbourg. 

## Biographie
Dimitri Glazounov est le frère cadet du compositeur Alexandre Glazounov. Son père travaillait comme éditeur de livres et jouait du violon, sa mère était pianiste. 
Dimitri Glazounov est diplômé de la Sorbonne à Paris en sciences naturelles. Il travaille ensuite, toujours à Paris, dans le laboratoire du professeur Alfred Giard.  
Ayant acquis également des connaissances techniques considérables, il les a utilisées de 1899 à 1904 avec succès dans l'organisation de la Station biologique de Port Catherine à côté de Mourmansk dont il a été l'un des premiers employés. 
Il est également l'un des fondateurs en 1901 de la Revue russe d'entomologie comme spécialiste de la taxonomie ailée. 
En son honneur, un coléoptère de la famille des carabes a été appelé Calosoma glasunovi (en) en 1892.
Il meurt le 10 juin 1913 de la typhoïde. 